# Danny Finn
Daniel Lawrence Finn, detto Danny (29 maggio 1928 – 18 febbraio 2007), è stato un cestista statunitense, professionista nella NBA.

## Palmarès
- Campione ABL (1951)
- Campione EPBL (1958)